# Dezesseis de Abril (vapor)
Dezesseis de Abril foi uma embarcação a vapor operada pela Armada Imperial Brasileira durante a Guerra do Paraguai. Foi a primeira e única embarcação de guerra do Brasil a ostentar esse nome. Provavelmente era uma embarcação civil que posteriormente foi incorporada à armada para o serviço durante a guerra. No dia 4 de julho de 1867, Dezesseis de Abril conduziu uma parte do 2.º Corpo de Exército durante sua retirada do Forte de Curuzú para o Passo da Pátria. No ano seguinte, em 16 de agosto de 1868, estava entre as embarcações que forçaram a passagem do Timbó. O vapor naufragou no porto de Buenos Aires no mesmo ano.